# Ėtaži
Ėtaži (in russo Этажи?) è il secondo album in studio del gruppo musicale bielorusso Molčat Doma, uscito il 7 settembre 2018 dalla Detriti Records.

## Antefatti e composizione
La lavorazione per il disco è già iniziata nel 2017, anno in cui viene pubblicato il primo ed unico singolo Kommersanty. Sebbene l'album sia uscito a settembre 2018, già all'inizio dello stesso anno era stato reso pubblico attraverso YouTube.
Tuttavia l'album ha acquisito particolare notorietà solo nella seconda metà del 2020 grazie alla canzone Sudno, divenuta celeberrima sulla piattaforma cinese TikTok.

## Temi trattati
In accordo con l'atmosfera di fondo, l'intero disco si impernia su testi oscuri riguardanti la situazione politica della Bielorussia, terra natia del gruppo, governata da leader comunisti, paragonati in Kommersanty a business-men. La stessa copertina conferma lo sguardo al clima politico, mostrando l'Hotel Panorama, costruito in Slovacchia durante il periodo socialista.

## Tracce
Testi di Egor Škutko, eccetto dove indicato.
1. На дне (Na dne) – 4:07
2. Танцевать (Tancevat') – 3:22
3. Фильмы (Fil'my) – 4:17
4. Волны (Volny) – 4:21
5. Тоска (Toska) – 3:09
6. Прогноз (Prognoz) – 3:04
7. Судно (Борис Рыжий) (Sudno (Boris Rižij)) – 2:21 (testo: Boris Ryžij)
8. Коммерсанты (Kommersanty) – 3:49
9. Клетка (Kletka) – 4:43

## Formazione
- Egor Škutko – voce
- Roman Komogorcev – chitarra, sintetizzatori, drum machine, produzione, missaggio, registrazione, mastering
- Pavel Kozlov – basso, sintetizzatori

## Classifiche

### Classifiche settimanali
| Classifica (2020) | Posizione massima |
| ----------------- | ----------------- |
| Lituania          | 11                |

### Classifiche di fine anno
| Classifica (2022) | Posizione |
| ----------------- | --------- |
| Lituania          | 80        |